# Муризенги (Торино)
Муризенги је насеље у Италији у округу Торино, региону Пијемонт.
Према процени из 2011. у насељу је живело 158 становника. Насеље се налази на надморској висини од 290 м.